# Abwehrgruppe-118
Abwehrgruppe-118 – oddział rozpoznawczo-wywiadowczy Abwehry podczas II wojny światowej
Grupa podlegała Abwehrkommando-4. Operowała na okupowanej Białorusi w pasie działań niemieckiej 4 Armii gen. Günthera von Kluge. Na jej czele stał ppor. Dollen, a następnie ppor. Johansen. Agentura była werbowana spośród jeńców wojennych z Armii Czerwonej osadzonych w obozach na Białorusi. Agenci byli wykorzystywani na okupowanych terenach ZSRR, a także byli przerzucani przez linię frontu. W poł. 1944 r. Abwehrgruppe została ewakuowana do Prus Wschodnich, a następnie do Niemiec. Od marca 1945 r. prowadziła specjalne kursy sabotażowo-dywersyjne dla Niemców mających – po zajęciu ziem niemieckich przez wojska sowieckie – działać w ramach Werwolfu.